# Peinture religieuse
 (décembre 2005).
La peinture religieuse est l'ensemble des œuvres peintes dont le sujet et le thème sont relatifs à une religion. 
Elle est très largement répandue dans le monde, et la religion concernée est
le plus souvent abrahamique, comme le christianisme.  
Elle constitue l'essentiel de la production picturale de l'art médiéval dans l'Occident chrétien, et de celle de quelques  écoles ultérieures, comme le

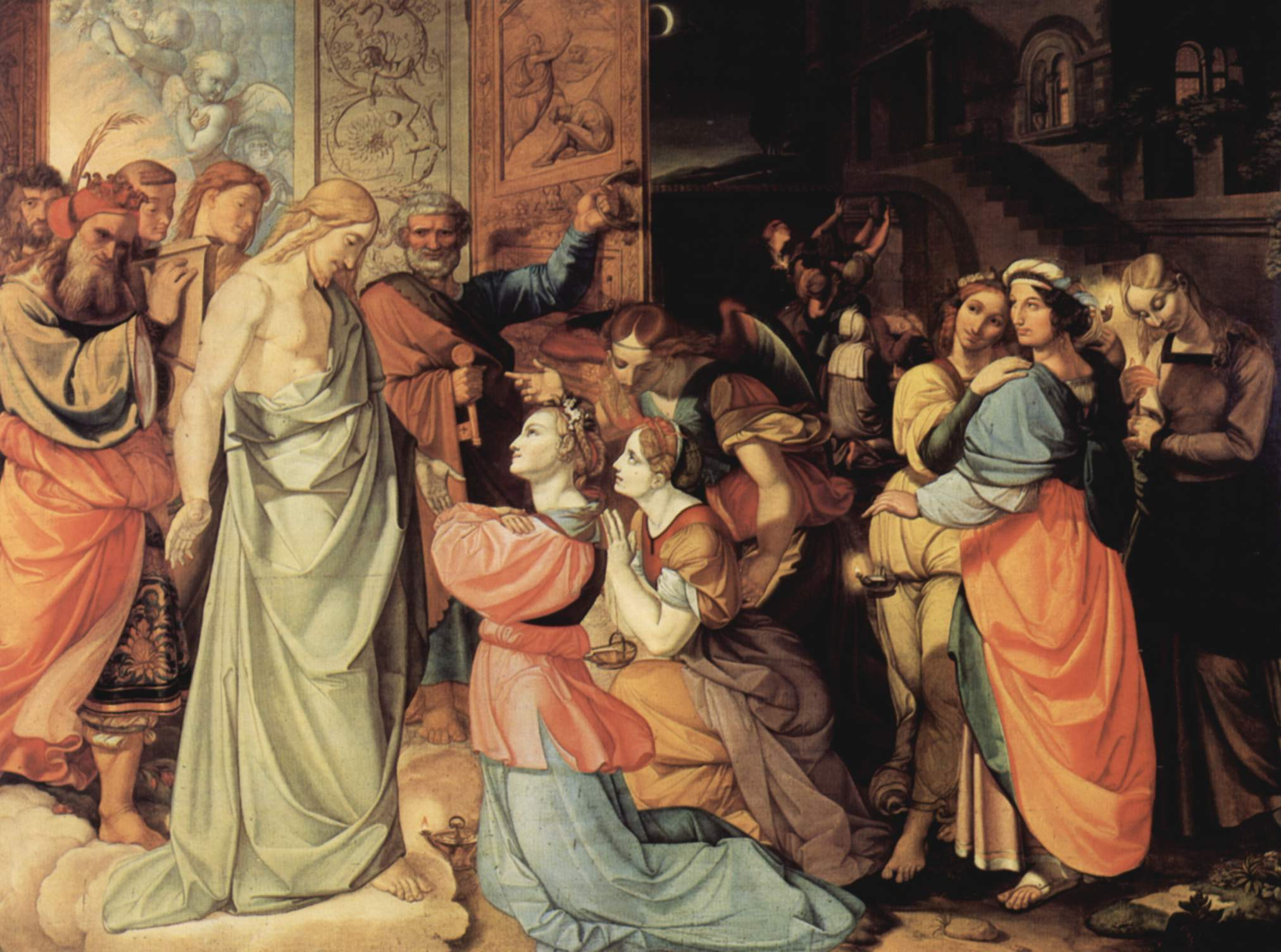
Peter von Cornelius : Die klugen und die törichten Jungfrauen, peinture à l'huile, 1813 - 1819, Düsseldorf, musée d'art classique.
Le mouvement nazaréen, en allemand Nazarener, est un mouvement artistique de peinture religieuse et romantique qui se développe à Vienne, depuis Rome, à compter du début du XIXe siècle.

mouvement nazaréen.

## Religions abrahamiques

### Peinture hébraïque
- Judith et Holopherne, thème tiré du livre de Judith
- Moïse et les Tables de la Loi de Philippe de Champaigne
- Moïse brisant les Tables de la Loi de Rembrandt

### Peinture chrétienne
- iconoclasme puis Iconodulie
- Icônes chrétiennes
  - Icônes roumaines
- Peinture gothique
- Peinture de la Renaissance (thèmes sacrés et profanes)
- Trinité (Masaccio)
- Représentation artistique de la Vierge Marie
  - Annonciation
  - Visitation
- Maestà, Vierge en majesté
  - Pietà
- Représentation artistique de Jésus Christ
  - Présentation au temple
  - Vierge à l'Enfant et ses diverses représentations
  - Adoration des mages
- Sainte Famille
- Sainte Trinité
- Cène et la Cène
- La Passion
  - Ecce homo
  - Portement de croix
  - Crucifixion
  - Descente de croix
  - Résurrection (christianisme)
- Liste détaillée sur Peinture chrétienne

### Peinture islamique
Arts de l'Islam

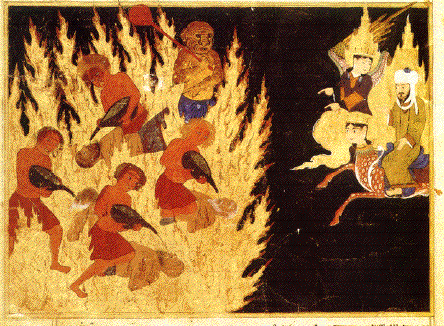
Miraj dans un mirajnama, Herat, 1436, BNF.

S'il n'existe pas d'image dans les œuvres proprement religieuses, comme les Corans, du fait de l'anicônisme de la religion islamique, la représentation des personnages religieux, comme le prophète de l'islam Mouhamed  ou des anges par exemple, est absolument interdite.